# 原鼻白蟻屬
原鼻白蟻屬（Prorhinotermes）隸屬於蜚蠊目（Blattodea）鼻白蟻科（Rhinotermitidae），為鼻白蟻科中最基群的一屬，工蟻為成熟幼蟻（Pseudergate），又叫假工蟻；兵蟻單形性；具補充繁殖型。